# Josep Camp-Sangles
Josep Camp-Sangles (Roda de Ter, Osona 1857-1879) fou un poeta català de la Renaixença. Era membre de l'Esbart de Vic. Els seus poemes (Poesies, 1881) es publicaren un cop mort —Camp-Sangles morí als 22 anys—, amb un pròleg de Jaume Collell.